# Joke Raes
Joke Raes (Brugge) is een hedendaagse Belgische multidisciplinaire kunstenares. Rond 2014 verlegde ze haar focus van performancekunstenaar naar beeldend kunstenaar. Kenmerkend zijn de organische en bloemachtige vormen in haar tekeningen, aquarellen, sculpturen en keramiek. In 2024 won ze de keramiekprijs "Fondation LAccolade" op de Ceramics Brussels Fair. Zij nam deel aan tientallen solo- en groepstentoonstellingen in België en in het buitenland.
Raes woont in Brugge en heeft haar atelier in het Klein Begijnhof in Gent.

## Biografie

### Opleiding
Joke Raes volgde middelbare studies aan de Stedelijke Academie in Brugge in de richting " Woordkunst en Drama". Ze kreeg er een voorkeur voor performancekunst. Tegelijk volgde ze avondlessen beeldende kunst en grafiek in het Deeltijds Kunstonderwijs (DKO) van Brugge.
Van 2003 tot 2006 studeerde ze woordkunst in de toneelklas van Dora van der Groen in Studio Herman Teirlinck. Ze schakelde in 2006 over naar de masteropleiding "Experimenteel Atelier" in Sint-Lucas Gent, met nadruk op installatiekunst. Daarna verwierf ze nog een bachelor in textielkunst.Ondertussen gaf ze halftijds toneellessen in de kunstacademie van Knokke-Heist en was ze lid van het theatercollectief Wolff in Brugge.
In 2015-2016 kon ze een postgraduaat in de beeldende kunsten volgen aan het Hoger Instituut voor Schone Kunsten (HISK) in Gent, waar ze afstudeerde als "laureaat".

### Performance
Raes' eindwerk voor haar master in 2011 was een gesamtkunstwerk "SlumberS". Het werd geselecteerd voor de jaarlijkse tentoonstelling "Coming People" & Museumnacht" in het S.M.A.K.Het was een installatie bestaande uit een combinatie van bewegende beeldende kunst en een performance met internationale dansers, acteurs en muzikanten. Joke Raes trad op als deelneemster, dramaturge en ontwerpster van de decors en kostuums.
Tijdens een artist in residence project in 2012 in het Centro Selvo in het Amazonewoud van Noord-Peru ontwierp ze haar performance "Amazon SlumberS Hiding/Shining".

### Beeldende kunst
Terwijl Raes in voorbije jaren de nadruk op performance had gelegd, ging ze zich vanaf 2013 Raes toeleggen op beeldende kunst met assemblages en sculpturen.
In 2013 creëerde ze een driedelige onderwatersculptuur "Enigma Morte & Carnivore", gemaakt in jacquardbreiwerk, acryl en ijzer voor het "Underwater Art Festival" in de Rode Zee in Dahab (Egypte), waar ze eveneens een kunstenaarsresidentie had gekregen.
De basis van haar latere werk werd gelegd in 2014 met een installatie van organische assemblages en sculpturen "Affaires' in GUM, de vroegere Plantentuin in Gent, en in 2015 met sculpturen in keramiek "Facets of Existence" in Sint-Niklaas.
Zij toonde in 2016 voor het eerst haar tekeningen in de HISK-expositie "The Empty Foxhole" in het SMAK in Gent.

### Ziekenhuis Alma Eeklo
In 2017 kreeg Raes een opdracht om kunstwerken in de inkomhal en wachtzalen van het Algemeen Ziekenhuis Alma in Eeklo aan te brengen. Met een groot wandtapijt, textiel bewerkt met lasercutter en artistieke lenticulaire foto's met een 3D-effect maakte ze één harmonisch multidisciplinair kunstwerk.

### Porseleinen Maskers
Nog in 2017 werd Raes uitgenodigd voor een residentie van drie maanden in het Europees Keramisch Werkcentrum in Oisterwijk waar ze zich verder kon specialiseren in porselein en keramiek.
Vanaf 2018 zou de Japanse kunst haar werk sterk beïnvloeden als gevolg van een kunstenaarsresidentie in Arita, het centrum van de Japanse porselein industrie, waar ze zich toelegde op sculpturen in Imari-porselein. Dit leidde tot haar serie porseleinen maskers.
Ze kreeg als eerste Belgische kunstenaar een tentoonstelling in de Belgische ambassade in Tokyo in 2018 met haar maskerportretten in porselein onder de titel 'Wild Walks'.
Het "masker" speelde reeds een belangrijke rol doorheen haar ganse oeuvre. Rond 2018 ging ze dit thema centraal stellen. Haar voorstelling "Mask project" in het museum Dhondt-Dhaenens in Deurle, waar ze haar organische tekeningen sculpturen en een reeks porseleinen maskers combineerde met een performance, was een overkoepelend geheel van haar kunst.

### Destelheide
In 2019 kreeg Raes een opdracht voor een buitenkunstwerk op het terrein van het Centrum voor Jeugd, Kunst en Creatie Destelheide in Dworp. Het werd een installatie van schijnbaar organische golvende sculpturen met de naam "Brave Wave". Het grootste deel van het werk is opgebouwd met kleine deeltjes gerecycleerd industrieel afval.

### Liefdeswater
In "Intimitate Walk" in 2020 legde Raes de nadruk op haar kwaliteiten als aquarelliste. De aquarellen waren gemaakte aan de hand van wat ze "liefdeswater" noemt, een verwijzing naar het Minnewater in Brugge, maar tegelijk naar haar verzameling water uit alle streken van de wereld. Deze term gebruikt ze ook in latere werken.

### Kunstboek
In 2021 bracht Raes samen met kunstenaar Jonas Vansteenkiste, met wie ze dikwijls samenwerkt, het kunstboek ‘Transitoria’ uit.

### Belgische keramiekprijs
In 2024 was Raes tijdens de eerste editie van Ceramic Brussels met haar keramisch muurwerk "Slumber Poem"  laureaat van de keramiekprijs "Fondation LAccolade".

### Ensorjaar
Ter gelegenheid van het stadsfestival Ensorjaar 2024 in Oostende kreeg Raes een solotentoonstelling van 6 beelden met de titel "Wandermask" in de Japanse Tuin, in combinatie met een solotentoonstelling  met keramieksculpturen in de vorm van maskers, bloemen en schelpen in Gallery P.  Al deze sculpturen waren geïnspireerd op het werk van Ensor.
Ze neemt tevens deel aan een groepstentoonstelling in de triënnale 2024 van Brugge met haar "liefdeswaterfontein "‘Wandering Waterfountain".

## Oeuvre
In Raes' tekeningen, sculpturen, textielkunst, keramiek en installaties is veel ruimte voor details. De twee uitgangspunten in haar werk zijn de organische vormen van de natuur en het menselijk lichaam, soms met suggestieve erotiek. Deze dualiteit van natuur en mens, samen met de kwetsbaarheid van het organisme en de esthetiek, zijn haar belangrijkste drijfveren.
Haar voorbeelden zijn Joseph Cornell en Ernst Haeckel en verder door Wim Delvoye, Gideon Kiefer, Mark Dion. Haar recente werk is beïnvloed door de de Japanse wabi-sabi-techniek. Voor haar solo-tentoonstelling 'Wandermask' in de Japanse tuin in Oostende liet ze zich inspireren door het kleurgebruik, stillevens en maskers van James Ensor.
In Raes' botanische voorstellingen kleeft ze  duizenden deeltjes, zowel  organische zoals zoals wilgentakjes of plantenzaden, als gerecycleerd synthetisch materiaal zoals korte staafjes of haakjes van zwart rubber, in een uiterst gestructureerde vorm op een vormgevende drager. Net als in haar performances streeft ze ook in haar beeldende kunst een interactieve beleving na. Ze maakt haar werken toegankelijk,  waardoor de toeschouwer geneigd is om ze van dichtbij te bekijken en of er aan voelen. Terwijl bij de eerste aanblik het detail verdwijnt in het geheel, verdwijnt het geheel wanneer de toeschouwer zich focust op het detail.
Haar keramische maskers werkt ze uit met een massa fijne slierten en sprietjes in pasteltinten, die op pluimen, haren of een pels lijken. Ze wil hiermee het "enigma" van de identiteit die achter ieder masker verborgen zit te benadrukken.
In haar tekeningen is de herhaling van een patroon kenmerkend, zoals haakjes, streepjes, blokjes of buisjes. Er is doorgaans geen centrale kern waarrond alles is opgebouwd.
Een ander thema is het naast elkaar leggen van twee schijnbare spiegelbeelden van organische structuren die aan een Rorschachtest doen denken.

## Werk in openbare ruimte
- Museum "Shoes or No Shoes", Kruisem[34]
- Brave Wave, C.C. Destelheide, Dworp[23]
- Algemeen Ziekenhuis Alma, Eeklo[17]

## Tentoonstellingen

### Solotentoonstellingen
- 2024 "Maskers", Galerie P, Oostende
- 2024 "Wandermask", Japanse Tuin, Oostende
- 2019 "Waves & traces", Cultureel Centrum Destelheide
- 2018 "Wildwalks" ,Belgische ambassade Tokyo Japan
- 2015 "Facets of existence", STEM, Sint- Niklaas
- 2015 "N°13", Object galerie, Oostkamp
- 2014 "Affaires", assemblages, drawings, costume residues, film performances, Botanical garden Gent
- 2012 "Untitled", studies textiel en installaties, Witte Zaal Gent
- 2011 "Slumbers", Werf, Brugge

### Groepstentoonstellingen (selectie)
- 2024 Wandering Waterfountain, Triënnale 2024 (curator: Jan Verhaeghe), CC Poortershof, Brugge[35]

- 2024 Ceramic Brussels, Tour & Taxis, Brussel
- 2024 High fired II, Francis Engels gallery, Amsterdam
- 2023 10 years, what a surprise! Part 2, Eva Steynen Galerij, Antwerpen ,
- 2023 Aqualex, Deerlijk
- 2022 New memories (samen met Jonas Vansteenkiste), Sofie Van den Bussche Galerie, Brussel[36]
- 2022 De Sokkel, Biënnale van België, SMAK, Gent
- 2022 Face off - Face yourself, Cultureel Centrum Destelheide, Dworp
- 2021 Niemand is een eiland, Kunstfestival Damme
- 2021 20e Biënnale van de Hedendaagse Kunst, Kasteel van Poeke, Aalter

- 2021 Art@work (Curator Benedict Vandaele) Callant, Oostkamp[37]
- 2021 K.E.R.K. Wundertower #1 Private Collection, Kunsthalle ERvincK, Sint Pieters Kapelle Middelkerke
- 2020 Synergia, (samen met Jonas Vansteenkiste) C.C. Poortersloge Brugge[38]
- 2020 Commedia dell'Art, De Mijlpaal Galerie, Heusden Zolder
- 2019 Wave with me (met Adam Leech), The Whitehouse gallery, Brussel[31]
- 2019 Point in time, Jubilee Reunion Manifestation//50 years Ceramic Workcentre, European Ceramic Work Centre Heusden (NL),
- 2018 Behind shiny glazing, Van Abbemuseum, Eindhoven
- 2018 Wilde Walks, Belgische Ambassade, Tokyo[21]
- 2018 Art Center, Kyoto[21]
- 2018 Mask X, Museum Dhondt Dhaenens, Deurle

- 2017 Imago Mundi, Art Biënnale Venetië, Italië
- 2017 Bastion 10 Curators: Olivia de Hasque & Henk Delabie(initiatief van Greet Stappaerts & Philippe Van Cauteren), Menen
- 2016 The empty foxhole, (curator Philippe Van Cauteren), SMAK, Gent
- 2016 Ex-Vitro, Thermotechnisch Museum, Leuven[39]
- 2016 AAW HISK-laureaten, voormalig militair hospitaal, Antwerpen
- 2015 And it doens't Matter if the phone Rings, Fabrica centre, biënnale hedendaagse kunst, Moskou
- 2013 Devil's Advocate (performance), Vanhaerents Art Collection, Brussel
- 2013 Big screen exposition see.me, Midtown, Manhattan, New York
- 2013 Film-performances, La Casa O'Higgins Gallery, Lima (Peru)
- 2012 Amazon Slumbers, (curator Diana Fiorella Riesco) Revolver Gallery, Lima Peru
- 2012 "Enigmatica,Morte, Carnivore", International Underwater Art Festival, Rode Zee, Dahab Egypte
- 2011 Slumbers, (curatoren Rom Bohez en Sofie Van Loo), Museumnacht, S.M.A.K. Gent
- 2011 Slumbers Shadows, London Gallery, Londen
- 2009 Symbiosis Part I, Netwerk Aalst
- 2009 Sluimeringen van Salomé, Festival Naft, Brugge
- 2007 Tabledress, Waasland Art Projects (warp vzw) (curator Stef Van Bellingen), Salons voor Schone Kunsten, Sint-Niklaas
- 2007 Hypnagogic, Recyclart, Brussel

## Bron
- Website van de kunstenaar